# Куба на Светском првенству у атлетици у дворани 2016.
Куба је на 16. Светском првенству у атлетици у дворани 2016. одржаном у Портланду (САД) од 17. до 20. марта учествовала шеснаести пут, односно учествовала је на свим првенствима до данас. Репрезентацију Кубе представљала су 3 такмичара (2 мушкарца и 1 жена), који су се такмичили у 2 дисциплине (1 мушка и 1 женска).,
На овом првенству такмичари из Кубе нису освојили ни једну медаљу нити су остварили неки рекорд.

## Учесници
| Мушкарци: - Јордан Л. О'Фариљ — 60 м препоне - Јоанис Портиља — 60 м препоне | Жене: - Росе Мери Алманза — 800 м |  |

## Резултати

### Мушкарци
| Атлетичар         | Дисциплина   | Лични рекорд | Квалификације | Квалификације | Полуфинале           | Полуфинале           | Финале               | Финале       | Детаљи |
| Атлетичар         | Дисциплина   | Лични рекорд | Резултат      | Место         | Резултат             | Место                | Резултат             | Место        | Детаљи |
| ----------------- | ------------ | ------------ | ------------- | ------------- | -------------------- | -------------------- | -------------------- | ------------ | ------ |
| Јордан Л. О'Фариљ | 60 м препоне | 7,61         | 7,69 КВ       | 2. у гр. 2    | 7,71                 | 5. у гр. 2           | Није се квалификовао | 9 / 27 (28)  |        |
| Јоанис Портиља    | 60 м препоне | 7,70         | 7,77          | 5. у гр. 4    | Није се квалификовао | Није се квалификовао | Није се квалификовао | 18 / 27 (28) |        |

### Жене
| Атлетичарка       | Дисциплина | Лични рекорд | Квалификације | Квалификације | Финале                | Финале  | Детаљи |
| Атлетичарка       | Дисциплина | Лични рекорд | Резултат      | Место         | Резултат              | Место   | Детаљи |
| ----------------- | ---------- | ------------ | ------------- | ------------- | --------------------- | ------- | ------ |
| Росе Мери Алманза | 800 м      | 2:04,18 НР   | 2:08,07       | 5. у гр. 3    | Није се квалификовала | 16 / 17 |        |